# Podalia
Podalia era un'antica città nella regione della Licia, situata in Asia Minore.

## Storia
Essa è menzionata per la prima volta da Plinio il Vecchio. In iscrizioni greche del 2 ° secolo d.C. provenienti dalla Licia, la città è menzionata diverse volte: tra molte altre città principalmente della Licia centrale e orientale Podalia onorò l'evergete Giasone da Kyaneai. Opramoas di Rodiapoli considerava Podalia vittima del grande terremoto del 141 d. C. accanto a numerose altre città. Anche una cittadina di Aricanda aveva anche la cittadinanza di Podalia. Esistono monete della città coniate sotto il regno di Gordiano III (r. 238-44). In epoca bizantina, Podalia fu sede vescovile; Il vescovato titolare di Podalia della Chiesa cattolica romana risale alla diocesi.

## Identificazione
Podalia non è localizzata chiaramente, ma ci sono forti indizi che si trovasse nei pressi della città turca di Söğle. Lì, numerosi frammenti di ceramica dall'età del bronzo al Medioevo sono stati trovati su una collina, mentre nella cittadina stessa sono presenti elementi architettonici di spoglio e iscrizioni.